# 캄차카주

캄차카 주의 기

캄차카주(러시아어: Камча́тская о́бласть / Камчатка 캄차츠카야 오블라스티 / 캄찻카[*], 문화어: 깜챠뜨까 주)는 러시아의 옛 행정 구역(주)이다.
북쪽으로는 마가단주와 축치 자치구와 맞닿아 있다. 코랴크 자치구가 캄차카 주에 속해 있다.
2002년의 조사에서 35만8,801명의 인구중 29만108명이 러시아인, 우크라이나인이 2만870명, 코랴크족 7,328명, 에벤크족, 축치족, 이텔멘족, 알류트족, 아이누족, 중국인, 한국인이 거주한다. 북쪽 코랴크 자치구에서는 코랴크족들이 6,700명이 거주한다. 여기에서도 에벤족 소수그룹이 거주한다.

## 역사
1600년대중반에 이반 캄차티, 시몬 데즈뇨프, 코자크인 이반 루베츠와 다른 러시아인 탐험가들도 이곳을 탐험했다. 그리고 이곳은 "불의 땅"이라고 불렀다. 17세기에는 러시아의 영토로 합병되었다. 18세기 중엽에 페트로파블롭스크캄차크키가 건설되었다. 2007년 7월 1일에는 코랴크 자치구와 통합해서 캄차카 변경주가 되었다.

## 행정구역

### 군
- 알레우츠키 군 (Алеутский)
- 비스트린스키 군 (Быстринский)
- 밀콥스키 군 (Милковский)
- 소볼렙스키 군 (Соболевский)
- 우스티볼셰레츠키 군 (Усть-Большерецкий)
- 우스티캄차츠키 군 (Усть-Камчатский)
- 옐리좁스키 군 (Елизовский)